# Мина Каукова
Мина Петрова Каукова е българска актриса, която е известна с изявите си в театъра, киното и телевизията.

## Биография
Родена е през 2000 г. в град Пловдив, Република България. Тя е дъщеря е на театралния режисьор Петър Кауков и актрисата Елена Кабасакалова.
През 2019 г. кандидатства в НАТФИЗ „Кръстю Сарафов“ със специалност „Актьорско майсторство за драматичен театър“ в класа на проф. Атанас Атанасов. Състудентка е с Александра Лашкова, Даниел Върбанов, Калоян Желев и други.

### Актьорска кариера
Между 2021 г. до 2023 г. Каукова играе в дипломните представления на НАТФИЗ – „Екстази“, „Вишнева градина“ „Нощ на мюзикъла“ и „На дъното“.
Играе в Театър 199 „Валентин Стойчев“ и драматичния тeaтъp „Hиĸoлa Baпцapoв“ в град Благоевград.
Играе в сериалите „Мен не ме мислете“ и „Съни бийч“, както и във биографичния филм „Гунди – Легенда за любовта“ в ролята на Пепи.

## Участия в театъра

### Театър 199 „Валентин Стойчев“
1. 27 февруари 2021 г. – „Убийство без убийство“ от Андрей Филипов, постановка: Емил Бонев[4]

### Театър НАТФИЗ
1. 16 декември 2021 г. – Лейди Хънт и Виктория в „Екстази“ от Ървин Уелш, режисьор: Мартин Каров[5][6]
2. 1 април 2022 г. – Аня във „Вишнева градина“ от А. П. Чехов, режисьор: Делян Илиев[7]
3. 17 юни 2022 г. – „Нощ на мюзикъла“ (музикален спектакъл)[8]
4. 4 март 2023 г. – „На дъното“ по текстове на Максим Горки – режисьор Антон Угринов

### Дpaмaтичeн тeaтъp „Hиĸoлa Baпцapoв“, градБлагоевград
1. 2023 г. – „Колко е важно да бъдеш сериозен“ от Оскар Уайлд, режисьор: Антон Угринов
2. 2024 г. – Ирида и Психея в „Метаморфози“ по Овидий, режисьор: Стайко Мурджев[9]

## Филмография
1. „Доза щастие“ (2019) – Валя (на 17 години), режисьорка: Яна Титова
2. „Мен не ме мислете“ (2022) – Дора, режисьор: Димитър Димитров
3. „Съни бийч“ (2022-2024) – Дора[2]
4. „Гунди – Легенда за любовта“ (2024) – Пепи, режисьор: Димитър Димитров